# Diouna
Diouna is een gemeente (commune) in de regio Ségou in Mali. De gemeente telt 9100 inwoners (2009).
De gemeente bestaat uit de volgende plaatsen:
- Bonzébougou
- Chouala
- Diouna
- Kamananko
- Kononkoun
- Kouna
- N'Golobala
- Shiè
- Tiékourabougou
- Touganébougou
- Zangonibougou